# Palazzo Vimercati
Il quattrocentesco Palazzo Vimercati si trovava a Milano sull'attuale via Filodrammatici. Il palazzo fu distrutto in epoca moderna, tuttavia di esso rimane lo splendido portale in stile gotico cortese, nel XVII secolo rimontato su un nuovo palazzo di stile neoclassico. 

## Storia e descrizione
Esso fu costruito attorno alla metà del quindicesimo secolo come dimora del Conte Gaspare Vimercati (ca. 1410 – 1467), condottiero al servizio dell'Aurea Repubblica Ambrosiana prima, e poi di Francesco Sforza.
La forma ad arco acuto ricorda quella del portale del coevo Palazzo Borromeo, sulla Piazza omonima. Fu costruito utilizzando il pregiato marmo di Candoglia utilizzato per il Duomo. La decorazione è composta da un raffinato motivo ad archetti trilobati all'interno dell'arco, mentre al di sopra è scolpita una teoria di putti intrecciati a motivi vegetali. 
Il coronamento è costituito da una Pigna, fra i simboli araldici degli Sforza.  Al di sotto è visibile un profilo a rilievo del duca di Milano, Francesco Sforza, collocato fra i condottieri antichi Giulio Cesare ed Alessandro Magno, secondo la consuetudine umanistica di accostamento con figure provenienti dall'antichità classica.
Anche le ante lignee a lacunari risalgono al quindicesimo secolo.